# Oceanijsko prvenstvo u košarci 1985.
Oceanijsko prvenstvo u košarci 1985. bilo je sedmo izdanje ovog natjecanja. Igralo se od 24. do 27. listopada u Sydneyu i Newcastleu. Pobjednik se kvalificirao na SP 1986.

## Turnir
| 1. momčad  | Ishod   | 2. momčad   |
| ---------- | ------- | ----------- |
| Australija | 92 : 66 | Novi Zeland |
| Australija | 96 : 75 | Novi Zeland |
| Australija | 98 : 62 | Novi Zeland |

| Pobjednici Oceanijskog košarkaškog prvenstva 1985. |
| AUSTRALIJA Sedmi naslov                            |